# Lijst van beschermde monumenten op Bonaire
Dit is een lijst van beschermde monumenten op Bonaire. De meeste gebouwen staan in Kralendijk, enkele in Rincon. In 2012 kregen ook alle vuurtorens de status van monument.
| Object                                                                 | Bouwjaar | Architect   | Locatie                                                        | Coördinaten                                    | Nr.  | Afbeelding                    |
| ---------------------------------------------------------------------- | -------- | ----------- | -------------------------------------------------------------- | ---------------------------------------------- | ---- | ----------------------------- |
| Slavenhuisjes                                                          | 1850     |             | EEG Boulevard, Witte Pan                                       | 12° 3' 28" NB, 68° 16' 51" WL Object op kaart  | B001 | Meer afbeeldingen Upload foto |
| Slavenhuisjes                                                          | 1850     |             | EEG Boulevard, Oranje Pan                                      | 12° 1' 35" NB, 68° 15' 4" WL Object op kaart   |      | Meer afbeeldingen Upload foto |
| Vuurtoren Willemstoren                                                 | 1837     | H.W. Graham | EEG Boulevard, Lacre Punt                                      | 12° 1' 42" NB, 68° 14' 14" WL Object op kaart  | B002 | Meer afbeeldingen Upload foto |
| Gezaghebberswoning (in 2020: Bestuurskantoor Openbaar Lichaam Bonaire) | 1837     |             | Plasa Reina Wilhelmina 1, Kralendijk                           | 12° 8' 57" NB, 68° 16' 35" WL Object op kaart  | B003 | Meer afbeeldingen Upload foto |
| Pasanggrahan                                                           | 1890     |             | Plasa Reina Wilhelmina, Kralendijk                             | 12° 9' 1" NB, 68° 16' 37" WL Object op kaart   | B004 | Meer afbeeldingen Upload foto |
| Plasa Machi Mimi (vismarktgebouw)                                      | 1935     |             | Kaya Jan N.E. Craane, Kralendijk                               | 12° 9' 2" NB, 68° 16' 38" WL Object op kaart   | B005 | Meer afbeeldingen Upload foto |
| Woning Kas di Van der Dijs (sinds 2016: Terramar museum)               | 1860     |             | Kaya Isla Riba 2 (voorheen Kaya Jan N.E. Craane 6), Kralendijk | 12° 9' 5" NB, 68° 16' 38" WL Object op kaart   | B006 | Upload foto                   |
| Landhuis Mentor                                                        | 1898     |             | Kaya Korona 142, Kralendijk                                    | 12° 10' 24" NB, 68° 16' 20" WL Object op kaart | B007 | Upload foto                   |
| Woning                                                                 |          |             | Kaya Klafir 16, Nikiboko Noord, Kralendijk                     | 12° 8' 57" NB, 68° 15' 42" WL Object op kaart  | B008 | Upload foto                   |
| Rooms-katholieke school (sinds 2015: Cocari-complex)                   | 1895     |             | Kaya Rincon, Rincon                                            | 12° 14' 17" NB, 68° 19' 48" WL Object op kaart | B009 | Upload foto                   |
| Cinelandia (sinds 2010 onderdeel van The Cadushy Distillery)           | 1900     |             | Kaya Cornelis D. Crestiaan 8-10, Rincon                        | 12° 14' 17" NB, 68° 19' 56" WL Object op kaart | B010 | Upload foto                   |
| Woning (sinds 2013: Bonaire Museum)                                    | 1885     |             | Kaya J.C. van der Ree 7, Sabana, Kralendijk                    | 12° 9' 5" NB, 68° 16' 21" WL Object op kaart   | B011 | Upload foto                   |
| Vuurtorenwachtershuis Willemstoren                                     | 1837     |             | EEG Boulevard, Lacre Punt                                      | 12° 1' 40" NB, 68° 14' 17" WL Object op kaart  |      | Meer afbeeldingen Upload foto |
| Vuurtoren Spelonk                                                      | 1910     |             |                                                                | 12° 12' 44" NB, 68° 11' 47" WL Object op kaart |      | Meer afbeeldingen Upload foto |
| Vuurtoren Malmok                                                       | 1921     |             |                                                                |                                                |      | Upload foto                   |
| Vuurtoren Seru Bentana                                                 | 1927     |             |                                                                | 12° 18' 17" NB, 68° 22' 34" WL Object op kaart |      | Upload foto                   |
| Vuurtoren Punt Vierkant                                                | 1931     |             |                                                                |                                                |      | Upload foto                   |
| Vuurtoren Fort Oranje                                                  | 1932     |             | Plasa Reina Wilhelmina, Kralendijk                             | 12° 8' 57" NB, 68° 16' 34" WL Object op kaart  |      | Meer afbeeldingen Upload foto |
| Fort Oranje (in 2020: Hof van Justitie)                                | 1639     |             | Plasa Reina Wilhelmina, Kralendijk                             | 12° 8' 57" NB, 68° 16' 34" OL Object op kaart  |      | Meer afbeeldingen Upload foto |
| Woonhuis annex winkel                                                  | 1878     |             | Kaya Jan N.E. Craane 26, Kralendijk                            | 12° 9' 13" NB, 68° 16' 42" WL Object op kaart  |      | Upload foto                   |
| Woonhuis annex winkel                                                  |          |             | Kaya Grandi 38, Kralendijk                                     | 12° 9' 7" NB, 68° 16' 37" WL Object op kaart   |      | Upload foto                   |
| Woonhuis (in 2020: Orco Bank)                                          |          |             | Kaya Grandi 48, Kralendijk                                     | 12° 9' 10" NB, 68° 16' 38" WL Object op kaart  |      | Upload foto                   |
| Woonhuis annex winkel (in 2020: Maduro Travel)                         |          |             | Kaya Grandi 49, Kralendijk                                     | 12° 9' 11" NB, 68° 16' 39" WL Object op kaart  |      | Upload foto                   |
| Woonhuis                                                               |          |             | Kaya Prinses Marie 14, Kralendijk                              | 12° 9' 12" NB, 68° 16' 38" WL Object op kaart  |      | Upload foto                   |